# Departamento La Poma
El departamento La Poma es uno de los 23 departamentos en los que se divide la provincia argentina de Salta.
El departamento de Payogasta fue creado por ley del 22 de febrero de 1867 por división del de Cachi. Comprendía los partidos de Payogasta, La Poma y San Antonio de los Cobres. En mayo de 1867 se declaró cabecera departamental al pueblo de La Poma. El 20 de noviembre de 1869 una ley fijó nuevos límites entre los departamentos de Cachi y Payogasta, pasando a denominarse este último como La Poma. En 1902 la provincia de Salta cedió a la Nación el distrito de San Antonio de los Cobres para que sirviera de capital del Territorio Nacional de Los Andes, quedando desvinculado de Salta y del departamento de La Poma.

## Superficie y límites
El departamento tiene 4447 km² y limita al norte y nordeste con la provincia de Jujuy, al oeste con el departamento Los Andes, al sur con el departamento Cachi y al este con el departamento Rosario de Lerma.

## Población
Según el Censo 2010, tenía 1738 habitantes, lo que lo convirtió en el menos poblado de los departamentos salteños.
Para el censo 2022 el departamento registró 1789 habitantes. Esto representó un aumento en la cantidad de personas del 2,9%.Estos datos le valieron seguir siendo el menos poblado, el tercereo que menos crece y el segundo menos denso de la provincia.

## Sociedad
El pueblo de Poma se encuentra a escasos kilómetros de la Ruta Nacional 40. Casas bajas, muchas de ellas de adobe soportan las inclemencias del clima a más de 3000 m s. n. m. En este departamento se encuentra el abra del Acay, que es el paso carretero de la ruta nacional más alta del mundo.

## Localidades y parajes
- La Poma
- Cobres
- El Trigal
- Muñano
- Tipán
- Cerro Negro
- El Rodeo

## Sismicidad
La sismicidad del área de Salta es frecuente y de intensidad baja, y un silencio sísmico de terremotos medios a graves cada 40 años.
- Sismo de 1930: aunque dicha actividad geológica catastrófica, ocurre desde épocas prehistóricas, el terremoto del 24 de diciembre de 1930 (94 años),[6] señaló un hito importante dentro de la historia de eventos sísmicos salteños, con 6,4 Richter. Pero nada cambió extremando cuidados y/o restringiendo códigos de construcción.[5]
- Sismo de 1948: el 25 de agosto de 1948 (76 años) con 7,0 Richter, el cual destruyó edificaciones y abrió numerosas grietas en inmensas zonas[6][5]
- Sismo de 2010: el 27 de febrero de 2010 (15 años) con 6,1 Richter